# Oslava
Oslava este un râu din Republica Cehă, un afluent de stânga al râului Jihlava. Curge prin regiunile Vysočina și Moravia de Sud. Oslava are o lungime de 101,2 kilometri (62,9 mi), ceea ce înseamnă că este al 24-lea cel mai lung râu din Republica Cehă. Bazinul său hidrografic are o suprafață de 867,0 kilometri pătrați (334,8 mi2).

## Etimologie
Prima mențiune scrisă a râului apare în 1146, când a fost numit Ozlawa într-un text în limba latină.
Conform unei teorii, numele este derivat din vechiul cuvânt ceh osla, care are sensul de „măcinare” și se referea la pietrele folosite pentru măcinare care au fost găsite în râu. După o altă teorie, numele provine din cuvântul celtic (galez) òs, òsa, care are sensul de „apă care curge lent”.

## Caracteristici

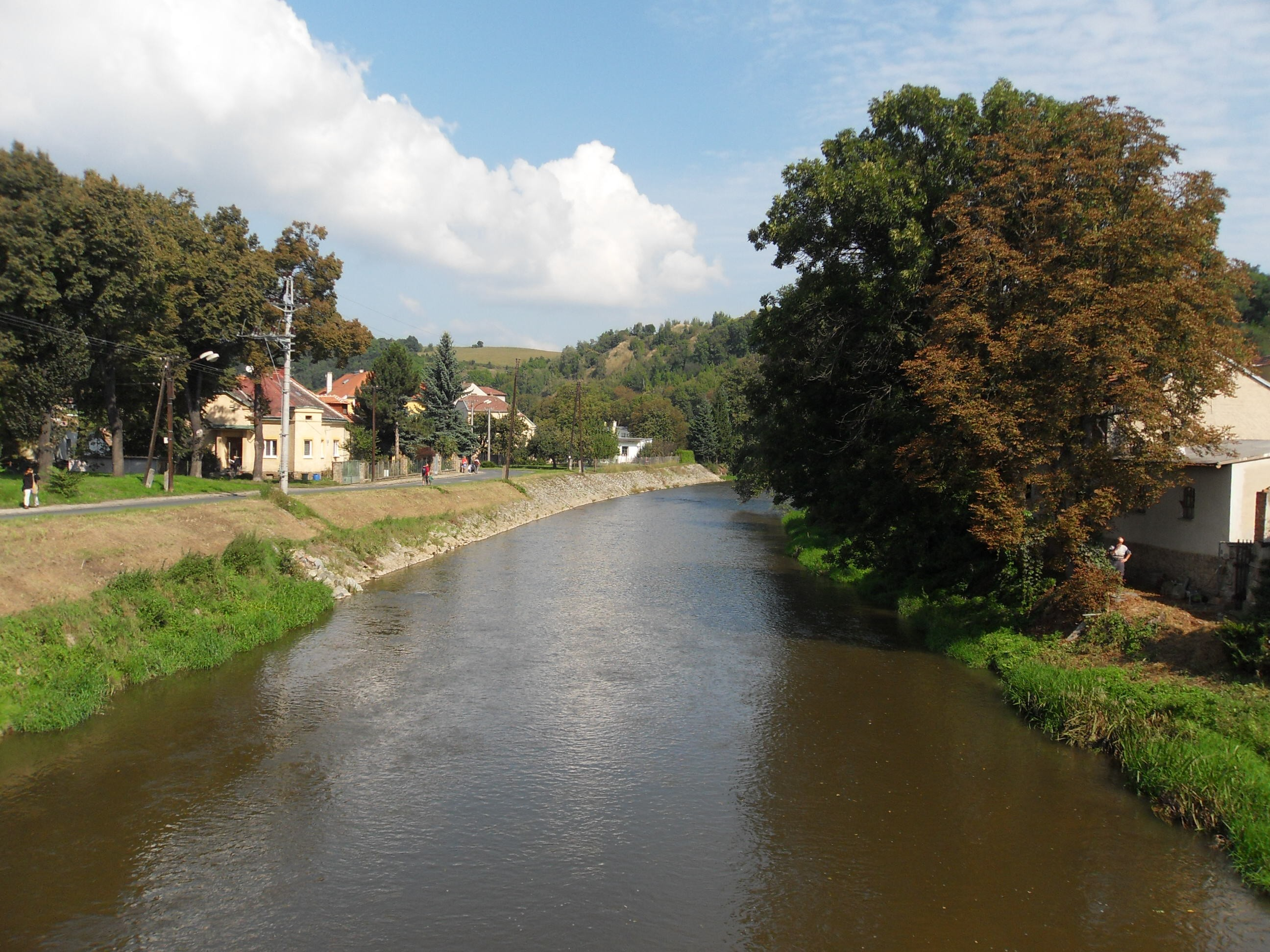
Oslava în

Oslava își are izvorul în teritoriul comunei Matějov⁠(d) din Munții Křižanov, la o altitudine de 584 m (1.916 ft) și curge spre Ivančice⁠(d), unde se varsă în râul Jihlava la o altitudine de 205 m (673 ft). Oslava are o lungime de 101,2 kilometri (62,9 mi), ceea ce înseamnă că este al 24-lea cel mai lung râu din Republica Cehă. Înainte de remăsurare, lungimea sa a fost declarată până în 2013 ca având 99,2 km și până în 2021 ca având 99,6 km. În urma unui studiu realizat de către hidrologi, s-a precizat originea izvorului în funcție de cea mai abundentă sursă și s-a redefinit lungimea întregului râu.
Bazinul său hidrografic are o suprafață de 867,0 kilometri pătrați (334,8 mi2).
Cei mai lungi afluenți ai râului Oslava sunt:
| Nume afluent      | Lungime (km) | Afluent de |
| ----------------- | ------------ | ---------- |
| Balinka           | 31,1         | dreapta    |
| Chvojnice         | 21           | stânga     |
| Bohdalovský potok | 17           | dreapta    |
| Oslavička         | 15,1         | dreapta    |

## Așezări

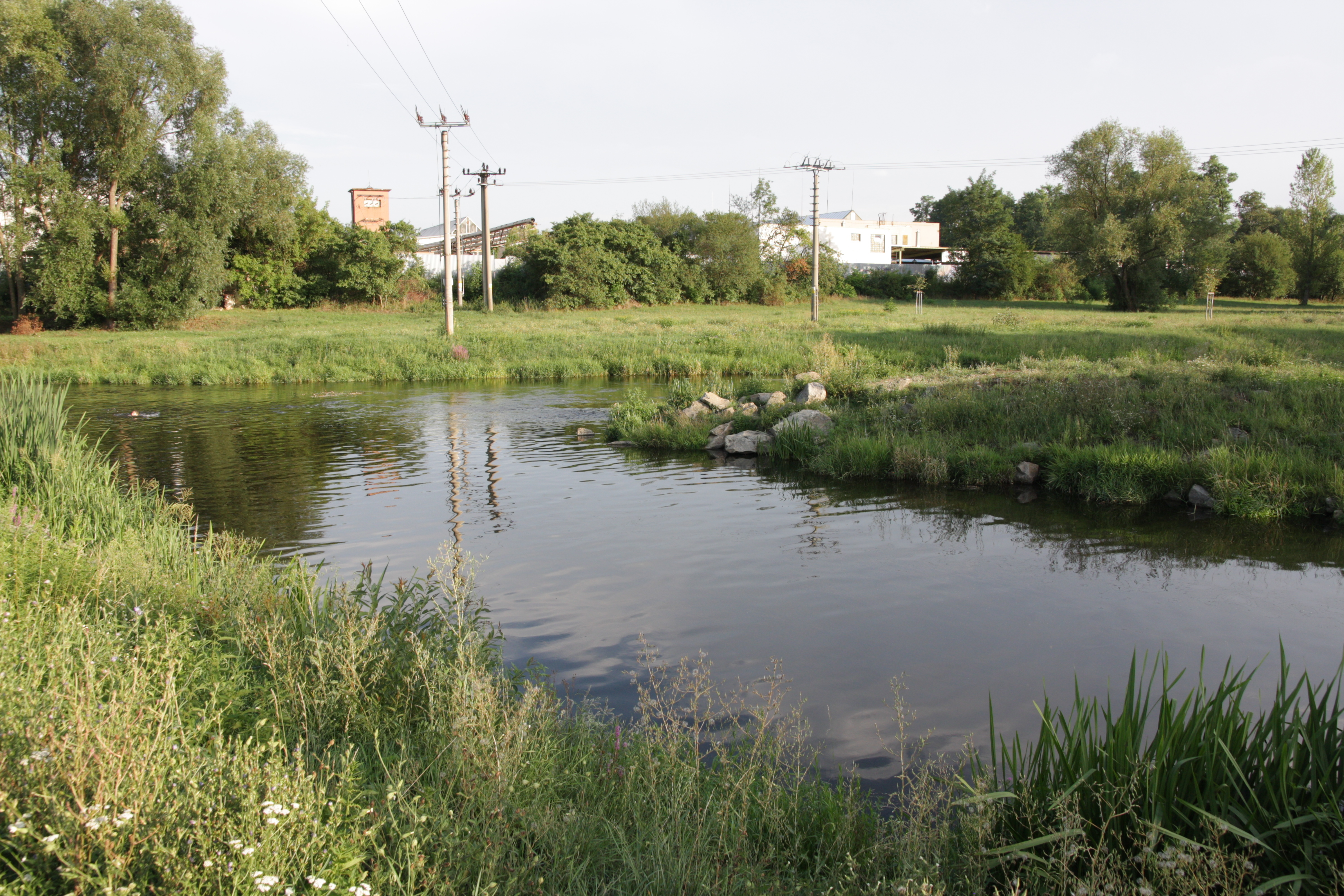
Confluența râului Oslava (în prim-plan) cu Jihlava

Cel mai mare oraș de pe râu este Velké Meziříčí⁠(d). Râul curge prin următoarele așezări: Nové Veselí⁠(d), Ostrov nad Oslavou⁠(d), Velké Meziříčí, Náměšť nad Oslavou⁠(d), Oslavany⁠(d) și Ivančice⁠(d).

## Corpuri de apă
Lacul de acumulare Mostiště are o suprafață de 88 ha (220 acri) și este construit pe râul Oslava. Este cel mai mare corp de apă din zona bazinului. 
Un corp de apă notabil este și iazul cu pești Veselský rybník, cu o suprafață de 81 ha (200 acri).

## Faună
În râul Oslava au fost descoperite 16 specii de moluște acvatice: 8 specii de gasteropode și 8 specii de bivalve.
În partea inferioară a râului trăiesc specii de bivalve Unio crassus⁠(d) pe cale de dispariție.

## Turism
Se poate practica turism fluvial pe râul Oslava. Aproximativ 88 km ai râului sunt navigabili.